# Programme mondial de recherches sur le climat
Pour les articles homonymes, voir PMRC et WCRP.
Le Programme mondial de recherches sur le climat ou PMRC (en anglais World Climate Research Programme, WCRP) est un programme international de recherche sur le climat mondial, mis en place en 1980. C'est une composante du Programme mondial sur le climat mis en place par l'Organisation météorologique mondiale à la suite de la Première Conférence mondiale sur le climat de 1979. Le programme coordonne les travaux de recherche portant sur les mécanismes fondamentaux et le fonctionnement du système climatique de la planète. Il a pour objectif final de prédire l'évolution du climat à l'échelle planétaire et régionale en particulier les modifications induites par l'activité humaine. Le programme est basé à Genève. Il est placé sous la patronage du Conseil international pour la science, de l'Organisation météorologique mondiale et depuis 1993  de la Commission océanographique intergouvernementale
Il comprend cinq projets portant sur l'acquisition de données via des réseaux d'observation, leur traitement et la construction de modèles ;
- CLIVAR sur la variabilité climatique[2] (« Programme d'étude de prévision et de variation du climat »)
- CliC sur le rôle de la cryosphère
- SPARC (Stratospheric Processes And their Role in Climate : Processus stratosphériques et leurs rôles sur le climat)[3], qui effectue des recherches sur la stratosphère,
- GEWEX sur le cycle de l'eau.
- CORDEX (Coordinated Regional Climate Downscaling Experiment ) pour décliner le modèle climatique de la planète à l'échelle régionale

Le PMRC assure par ailleurs le soutien d'un Groupe de Travail sur la modélisation du climat. Trois projets soutenus par groupe sont achevés en 2016 : TOGA (l’ENSO), WOCE (sur la circulation océanique) et ACSYS (l’Arctique).